# New Blaine
New Blaine – jednostka osadnicza w Stanach Zjednoczonych, w stanie Arkansas, w hrabstwie Logan.